# دايرة الحياة (برنامج تلفزيوني)
دايرة الحياة، برنامج مسابقات تفاعلي ترفيهي. بدأ في 19 أغسطس 2012 على شاشة الحياة قناة الحياة الثانية وقدمه الممثل كريم كوجاك وإلى جانب معاونته هبة سمير جودة. الجائزة الكبرى المقدمة هي سيارة جديدة وجوائزة نقدية تصل قيمتها إلى 100 ألف جنيه مصري.
المسابقة هي النسخة المصرية من البرنامج الأمريكي "Wheel of fortune" الذي يعرض منذ 1975 ويعتبر من أقدم برامج المسابقات، ويوزع من قبل شركة سوني العالمية والذي تم عرضه في العديد من الدول حول العالم. وهذه أول نسخة من المسابقة التي تنتج في اللغة العربية.

## طريقة اللعب
بكل حلقة ثلاث متسابقين يقفون وسط المسرح وأمامهم دائرة مبالغ الأرباح. اللعب يبدأ بسؤال السرعة وقيمته 1000 جنيه مصري، هنا يعطى لهم دليل وعليهم معرفة ما هي الإجابة، أحرف الإجابة تظهر نباعا على الشاشة؛ الأسرع في المعرفة ما هي الكلمة يضغط على الزر أمامه ويجيب. إذا كان الجواب صحيحا يكسب قيمة هذه الجولة. يليها سؤال سرعة آخر.
المنافسة الحقيقية تبدأ عندما يعطى لهم دليل وعليهم معرفة ما هي الإجابة. ولكن هنا على كل متسابق أن يدور الدائرة، التي ستقف على مبلغ معين سيكون ثمن الحرف الذي سيعطيه المتسابق على أمل أن يكون موجود في الكلمة. إذا كان موجود يضيء مكانه في الكلمة وهبة معاونة المقدم، تقوم بفتح هذا الحرف، ويفوز المتسابق بقيمة عدد مرات ظهر ذلك الحرف. وهذا بالتتالي حتى أن تهر الكلمة أو أحد من الثلاثة يحزرها. وهذا ما سيتكرر في الجولات التالية.
كنوع من المساعدة، هناك «الحروف المساعدة» وهي الألف، الواو والياء. هذه الأحرف تعتبر الأكثر تكررا ووجودا في كلمات اللغة العربية. لكي يستخدموها عليهم شراء أحقية الاستخدام، كل يحرف ثمنه 150 جنيه مصري.
المتسابق الحاصل على أكبر رصيد من المال ينتقل للجولة النهائية. بهذه الجولة ينتقل هو والمقدم إلى قسم آخر من المسرح فيها دائرة أصغر و عشرات الأظرف الملونة بداخلها مبالغ مالية منوعة. على المتسابق أن يختار واحدة منها ويعطى له مجددا دليل وكلمة لكي يحزرها. يجب أن يعطي ثلاثة أحرف عادية وحرف واحد من الحروف المساعدة، بعد ذلك يكشف ما هو موجود من الأحرف الذي اختارها ثم لديه 10 ثوان ليعطي جوابه النهائي. إذا حزر الكلمة يفوز بجائزة الظرف وما جمعه خلال الحلقة. اما إذا كان خاطئ فيحصل فقط على رصيد جولات الحلقة.

## روابط خارجية
- دايرة الحياة على موقع IMDb (الإنجليزية)
- دايرة الحياة على موقع ميتاكريتيك (الإنجليزية)
- دايرة الحياة على موقع الموسوعة البريطانية (الإنجليزية)
- دايرة الحياة على موقع نتفليكس (الإنجليزية)
- دايرة الحياة على موقع كينوبويسك (الروسية)
- دايرة الحياة على موقع قاعدة بيانات الفيلم (الإنجليزية)